# Примаченко Вадим Вікторович
Вадим Вікторович Примаченко (14 вересня 1951) — український дипломат. Надзвичайний та Повноважний Посол України в Югославії (1996—1998), Ірані (2002—2003), Індонезії (2004—2007) та Словенії (2007—2011).

## Біографія
Народився 14 вересня 1951 року в селі Новий Мирополь на Житомирщині. 1977 року закінчив Київський державний університет ім. Т. Г. Шевченка, факультет міжнародних відносин і міжнародного права. Кандидат економічних наук.
З 1977 до 1990 — працював у міжнародному відділі Академії Наук України.
З 1990 до 1991 — перший секретар відділу двосторонніх відносин і регіонального співробітництва МЗС УРСР
1991 року — перший секретар Посольства СРСР в Югославії.
З 1991 до 1993 — представник МЗС України в Югославії.
З 1993 до 1995 — генеральний консул України в Белграді.
З 1995 до 1996 — радник-посланник, тимчасовий повірений у справах України в Югославії.
З 03.07.1996 до 01.04.1998 — Надзвичайний і Повноважний Посол України в Югославії.
З 09.1998 до 02.1999 — заступник начальника Третього територіального управління МЗС України.
З 02.1999 до 2001 — начальник Історико-архівного управління МЗС України.
З 18.02.2002 до 12.07.2003 — Надзвичайний і Повноважний Посол України в Ісламській Республіці Іран.
З 20.10.2004 до 12.03.2007 — Надзвичайний і Повноважний Посол України в Індонезії.
З 12.03.2007 до 06.05.2011 — Надзвичайний і Повноважний Посол України в Словенії.